# Джокич, Петар
Петар Джокич (серб. Петар Ђокић; род. 29 июля 1961, Босанска-Крупа, СФРЮ) — министр труда и защиты ветеранов и инвалидов Республики Сербской, занявший этот пост 29 декабря 2010 года. По национальности серб.

## Биография
Петар Джокич родился 29 июля 1961 года в Брчко. В Сараеве окончил Среднюю школу внутренних дел. Работал в органах МВД, затем директором торговой фирмы «Интермаркет». Позднее был поверенным по делам беженцев в Брчко. Также работал инспектором в Комиссариате по вопросам беженцев Республики Сербской, затем был избран депутатом Народной скупщины РС, в 1998—2000 годах занимал пост её спикера. Несколько раз становился главой Комитета по вопросам обороны и безопасности РС.
Женат, отец одного ребенка.